# Артьоменко Станіслав Олександрович
Станіслав Олександрович Артьоменко (нар. 13 квітня 1997, м. Краматорськ, Донецька область — пом. 29 липня 2022, селище Оленівка, Донецької області) — український військовослужбовець та спортсмен, солдат Окремого загону спеціального призначення «Азов» Національної гвардії України, учасник російсько-української війни, який відзначився під час відбиття російського вторгнення в Україну і загинув у полоні внаслідок терористичного акту, вчиненого в ніч проти 29 липня 2022 року російськими окупаційними військами на території колишньої Волноваської виправної колонії № 120. Кавалер ордена «За мужність» ІІІ ступеня (2023 р., посмертно).

## Життєпис
Станіслав народився 13 квітня 1997 року у місті Краматорську, що на Донеччині, де й навчався у школах № 10 та № 16. Любив спорт: бігав на довгі дистанції, займався в тренажерній залі, згодом захопився боксом.
2014 року, коли наДонбасі почалася «гібрідна» фаза російського вторгнення, Станіслав був неповнолітнім, за рік уже 18-річний хлопець замість вступу в університет спробував вступити до Державної прикордонної служби, але стали на заваді проблеми зі здоров’ям, які довелося долати лікуванням і тренуваннями. 
Закінчив Краматорський фаховий коледж промисловості, інформаційних технологій та бізнесу Донбаської державної машинобудівної академії. Досить пізно – у майже 19 років – прийшов до секції боксу, пізніше, після того як переїхав до Харкова, завзято займався у тренера Валентина Головка, брав участь у боях професійного рівня. 
Деякий час їздив на заробітки за кордон. 
2020 року прийнятий на військову службу за контрактом до ОЗСП «Азов» НГУ.
Обіймав посаду стрільця 3-ї роти оперативного призначення 2-го батальйону оперативного призначення (також існують свідчення про те, що виконував обов’язки мінометника та снайпера). 
2021 року Станіслав вступив на заочну форму навчання до Білоцерківського національного аграрного університету – він прагнув здобути вищу освіту, мріяв у подальшому працювати в одній із спецслужб. 
Від початку повномасштабного вторгнення брав участь у вуличних боях за Маріуполь та обороні території металургійного комбінату «Азовсталь». З рідких телефонних розмов його наречена дізналася, що рота Станіслава зазнала значних втрат, а сам він 11 травня дістав поранення у ногу, проте продовжував виконувати бойові завдання. 
20 травня 2022 року за наказом вищого військового керівництва заради збереження життя людей Станіслав вийшов з побратимами з «Азовсталі» та потрапив у так званий «полон за домовленістю». Утримувався на території колишньої Волноваської виправної колонії № 120 в окупованому селищі Молодіжному, що неподалік колишнього адміністративного центру селищної ради Оленівки колишнього Волноваського (нині – Кальміуського) району Донецької області, де окупанти утворили фільтраційну в’язницю. Станіславу вдалося двічі зателефонувати нареченій з полону (декому з українських воїнів вдалося пронести у неволю телефони), у розмовах він розповідав, що з ним все добре і він навіть знову намагається тренуватись, ділився мрями про продовження боксерської карєри та повернення у військовий стрій. А ще зробив дівчині пропозицію, пообіцявши одружитися одразу після звільнення… 
У ніч на 29 липня 2022 року прийняв мученицьку смерть у полоні внаслідок масового вбивства військовополонених, влаштованого окупантами у колонії в Оленівці.
23 червня 2023 року солдата Артьоменка було поховано із військовими почестями на столичному Берковецькому кладовищі. 

## Родина
У Станіслава залишилися хвора на онкологію мама, бабуся, наречена.

## Нагороди
- орден «За мужність» ІІІ ступеня (3 листопада 2023 р., посмертно)  – за особисту мужність і самовідданість, виявлені у захисті державного суверенітету та територіальної цілісності України, сумлінне та бездоганне служіння Українському народові[4];